# Panchlora petropolitana
Panchlora petropolitana es una especie de cucaracha del género Panchlora, familia Blaberidae. Fue descrita científicamente por Rocha e Silva & Lopes en 1977.

## Distribución
Habita en Brasil.